# Theo Gootjes
Theo Gootjes (Rotterdam, 27 januari 1942) is een Nederlands tekenaar. 
Gootjes is de oudste zoon van de kunstschilder Leo Gootjes en Rina Houthuizen.
Na een aantal jaren kleinseminarie bij de paters Oblaten van Maria in klooster Ravensbosch te Valkenburg ging hij naar de Grafische School, werkte overdag bij verschillende drukkerijen en ging in de avonduren naar de Academie voor Beeldende Kunsten in Rotterdam. In 1967 sloot hij de opleiding af met het diploma als grafisch ontwerper en de publieksprijs voor het beste ontwerp. 
Na een aantal jaren gewerkt te hebben op verschillende reclamebureaus ging hij in 1970 werken bij Het Vrije Volk. Eerst als journalistiek tekenaar en een  aantal jaren later als politiek tekenaar.  Na de fusie van Het Vrije Volk met het Rotterdams Nieuwsblad waaruit het Rotterdams Dagblad ontstond ging hij voor de nieuwe krant als zelfstandig tekenaar werken. 
In 1986 werd het door Koos van Weringh samengestelde boek met politieke tekeningen van Theo Gootjes Zonder Perspectief uitgegeven.
In september 2023 werd de (auto)biografie Een vertekend leven uitgegeven.
Zijn werk is ondergebracht in de Atlas Van Stolk te Rotterdam, de Koninklijke Bibliotheek in Den Haag, Beeld en geluid in Hilversum en het Stedelijk Museum Schiedam. 
- RKD-Nederlands Instituut voor Kunstgeschiedenis: 32753
- Virtual International Authority File: 60532282